# M’Clintock Bastion
Die M’Clintock Bastion ist ein etwa 1400 m (nach britischen Angaben 1300 m) hoher Berg im ostantarktischen Coatsland. Er ragt westlich des Mount Kelsey im Pioneers Escarpment in der Shackleton Range auf.
Erste Luftaufnahmen entstanden 1967 durch die United States Navy. Der British Antarctic Survey nahm zwischen 1968 und 1971 Vermessungen vor. Das UK Antarctic Place-Names Committee benannte den Berg 1972 nach dem britischen Arktisforscher Francis Leopold McClintock (1819–1907), der maßgeblich an der Suche nach der verschollenen Franklin-Expedition beteiligt war und dabei als erster Europäer Techniken der Eskimos für Überlandreisen adaptiert hatte.